# قضاء دربندخان
قضاء دربندخان (بالكردية: قەزای دەربەندیخان)‏ هي أحد أقضية محافظة السليمانية، إقليم كردستان العراق، ومدينتها الرئيسية دربنديخان. 

## الفترة العثمانية
خلال الفترة العثمانية كان اسم هذه المنطقة التي أصبحت الآن منطقة دربنديخان كانت تسمى وارماوا.
- بين اعوام 1851-1869، سيطر التقسيم الجغرافي للقبائل على النظام الإداري لهذه الفترة، وكان اسم كل منطقة متعدد المراكز ولم يكن هناك منطقة في النظام الإداري في هذا الوقت. مناطق غولنبر وحلبجة ووارماوا.
- ‌بين 1869-1872، كانت فترة مدحت باشا الذي كان محافظا لبغداد لمدة ثلاث سنوات. على الرغم من أن هذه الفترة لم تدم طويلاً، إلا أنها أحدثت تغييرات جوهرية. إلغاء المناطق متعددة المراكز حيث كانت معظم المناطق متعددة المراكز وتم تسمية بعض هذه المراكز على اسم القبائل. مثلا غولنبر بدلا من (غولنبر وحلبجة ووارماوا). من هذا التاريخ فصاعدًا، يختفي اسم وارماوا.[3]

## فترة الملكية
- بين اعوام (1918 - 1936)، من هذا التاريخ ظهر اسم وارماوا التي تسمى (منطقة وارماوا) وكانت قرية قليجة هي المركز الذي كان من أحياء حلبجة.
- بين السنوات (1947 - 1958)، تم نقل مركز مقاطعة وارماوا إلى دربنديخان وظل جزءًا من منطقة حلبجة.[3]

## العصر الجمهوري
بين اعوام (1958-1965)، تم تغيير اسم قضاء وارماوا إلى دربنديخان وتنتمي إلى قضاء حلبجة.
- بين اعوام (1965 - 1977)، أُنشئ قضاء دربنديخان في محافظة السليمانية ومركزه موقع سد دربنديخان وارتبط به قضاء دربنديخان بموجب المرسوم الجمهوري رقم (419) تاريخ 11/10/1971. أي في هذا التاريخ كانت منطقة شهرزور الحالية تابعة لمنطقة دربنديخان.
- بين اعوام (1977 - 1986)،  فصل (34) قطاعاً في قضاء دربنديخان وربطها بمركز قضاء دربنديخان وتغيير اسم منطقة دربنديخان إلى ناحية زراين ونقل المركز من بلدة دربنديخان إلى قرية زراين والباقي (23) قطاعاً في هذه المنطقة) عام 1979.[3]